# Cycloteuthis sirventi
Cycloteuthis sirventi är en bläckfiskart som beskrevs av Louis Joubin 1919. Cycloteuthis sirventi ingår i släktet Cycloteuthis och familjen Cycloteuthidae. Inga underarter finns listade i Catalogue of Life.